# Syrrhopodon hainanensis
Syrrhopodon hainanensis là một loài rêu trong họ Calymperaceae. Loài này được W.D. Reese & P.J. Lin mô tả khoa học đầu tiên năm 1991.